# Saison 21 d'American Dad
Chronologie
Saison 20
La vingt et unième saison d'American Dad! est diffusée pour la première fois aux États-Unis sur la chaîne TBS à partir du 28 octobre 2024. Il s'agit de la dernière saison sur TBS avant son retour sur le réseau FOX.

## Épisodes
| № | #  | Titre                                          | Réalisation     | Scénario                      | Première diffusion | Code de prod. | Audience |
| --- | -- | ---------------------------------------------- | --------------- | ----------------------------- | ------------------ | ------------- | -------- |
| 367 | 1  | The Grocery Bank Store                         | Shawn Murray    | Brett Cowley et Robert Mattia | 28 octobre 2024    | JAJN01        | 0.23     |
| Roger, Stan et Francine veulent cambrioler un centre commercial.                                                  |    |                                                |                 |                               |                    |               |          |
| 368 | 2  | The Brown Lotus                                | John O Day      | Nic Wegener                   | 4 novembre 2024    | JAJN02        | 0.22     |
| Haley et Jeff partent en vacances. Les locaux de la CIA sont reconstruits.                                        |    |                                                |                 |                               |                    |               |          |
| 369 | 3  | I've Got A Friend in Me                        | Jansen Yee      | Jeff Kauffmann                | 11 novembre 2024   | JAJN03        | 0.40     |
| Stan et Roger se retrouvent à partager un corps. Klaus jalouse un autre poisson.                                  |    |                                                |                 |                               |                    |               |          |
| 370 | 4  | Touch the Sun : A Chimborazo Adventure         | Joe Daniello    | Zack Rosenblatt               | 18 novembre 2024   | JAJN04        | 0.26     |
| Les Smith partent en vacances sur une île tropicale. Mais la radinerie de Stan pourrait les faire plonger.        |    |                                                |                 |                               |                    |               |          |
| 371 | 5  | Under (and Over and Beside) the Boardwalk      | Jennifer Graves | Parker Deay                   | 25 novembre 2024   | JAJN05        | 0.27     |
| Le parc aquatique rouvre enfin après des années de fermeture.                                                     |    |                                                |                 |                               |                    |               |          |
| 372 | 6  | The Violence of the Claims                     | Tim Parsons     | Tim Saccardo                  | 2 décembre 2024    | JAJN06        | 0.30     |
| Steve déteste la nouvelle cuisine d'un restaurant. Stan et Francine veulent renvoyer du courrier.                 |    |                                                |                 |                               |                    |               |          |
| 373 | 7  | An Adult Woman                                 | Chris Bennett   | Nicole Shabtai                | 9 décembre 2024    | JAJN07        | 0,24     |
| Haley doit s'occuper de la fille de Roger.                                                                        |    |                                                |                 |                               |                    |               |          |
| 374 | 8  | Piece By Piece                                 | Josue Cervantes | Alisha Keitry                 | 16 décembre 2024   | JAJN08        | 0,23     |
| Stan et Steve aident Roger et son père à se réconcilier. Le reste de la famille s'essaie à de nouvelles passions. |    |                                                |                 |                               |                    |               |          |
| 375 | 9  | Nasty Christmas                                | John O Day      | Joel Hurwitz                  | 23 décembre 2024   | JAJN10        | 0,26     |
| Stan et Klaus veulent infiltrer la fête de Noël de Bullock.                                                       |    |                                                |                 |                               |                    |               |          |
| 376 | 10 | Idiot Rich                                     | Shawn Murray    | Andrew Rose                   | 30 décembre 2024   | JAJN09        | 0,23     |
| Jeff trouve un emploi, mais la famille pense qu'il ne sait pas gérer son argent.                                  |    |                                                |                 |                               |                    |               |          |
| 377 | 11 | Killer Mimosa                                  | Jansen Yee      | Soren Bowie                   | 6 janvier 2025     | JAJN11        | 0,32     |
| Haley travaille dans un journal. Le reste de la famille est malade.                                               |    |                                                |                 |                               |                    |               |          |
| 378 | 12 | The Legend of Mike Madonia, The Rototiller Man | Joe Daniello    | Paul Stroud                   | 13 janvier 2025    | JAJN12        | 0,23     |
| Francine veut rejoindre un club de jardinage. Le reste de la famille dit oui à tout.                              |    |                                                |                 |                               |                    |               |          |
| 379 | 13 | Clearview Motel                                | Jennifer Graves | Sam Brenner                   | 20 janvier 2025    | JAJN13        | 0,23     |
| Francine et Roger sont coincés dans un motel.                                                                     |    |                                                |                 |                               |                    |               |          |
| 380 | 14 | The Girl Who Cried Space Jam                   | Tim Parsons     | Curtis Cook                   | 27 janvier 2025    | JAJN14        | 0,28     |
| Haley affronte des monstres au basket.                                                                            |    |                                                |                 |                               |                    |               |          |
| 381 | 15 | Get Him to the Greek Lifestyle                 | Chris Bennett   | Kevin Tyler                   | 3 février 2025     | JAJN15        | 0,26     |
| Stan veut devenir immortel.                                                                                       |    |                                                |                 |                               |                    |               |          |
| 382 | 16 | The Mystery of the Missing Bazooka Shark Babe  | Josua Cervantes | Yolanda Cartney               | 10 février 2025    | JAJN16        | 0,26     |
| Steve et Roger enquêtent sur le kidnapping de la camarade d'Haley.                                                |    |                                                |                 |                               |                    |               |          |
| 383 | 17 | Pork N Feelings                                | Shawn Murray    | Kate Spurdgeon                | 17 février 2025    | JAJN17        | 0,31     |
| Haley doit s'ouvrir sentimentalement pour sauver son couple.                                                      |    |                                                |                 |                               |                    |               |          |
| 384 | 18 | Oh Brothel Where Are Thou ?                    | John O Day      | Jeff Kauffmann                | 24 février 2025    | JAJN18        | 0,32     |
| Stan transforme la maison en musée. Roger devient un vendeur d'encyclopédies.                                     |    |                                                |                 |                               |                    |               |          |
| 385 | 19 | The Sickness                                   | Jansen Yee      | Zack Rosenblatt               | 3 mars 2025        | JAJN21        | 0,25     |
| Les Smith tombent malades en voulant sauver Rogu.                                                                 |    |                                                |                 |                               |                    |               |          |
| 386 | 20 | Silicon Steve                                  | Joe Daniello    | Nic Wegener                   | 10 mars 2025       | JAJN20        | 0,35     |
| Steve créé une application. Le reste de la famille doit se passer du câble.                                       |    |                                                |                 |                               |                    |               |          |
| 387 | 21 | Guardian                                       | Tim Parsons     | Robert Boyle                  | 17 mars 2025       | JAJN22        | 0,32     |
| Stan se sert d'une intelligence artificielle pour le devoir de Steve. Roger croit être victime de Déjà-Vu.        |    |                                                |                 |                               |                    |               |          |
| 388 | 22 | What Great Advancements !                      | Jansen Yee      | Brett Cawley et Robert Maitia | 24 mars 2025       | JAJN19        |          |
| Stan est inventeur et cherche à s'implanter en ville.                                                             |    |                                                |                 |                               |                    |               |          |